# 豊田萌絵のアイドル畑でつかまえて
『豊田萌絵のアイドル畑でつかまえて』（とよたもえのあいどるばたけでつかまえて）は、2017年10月2日から2021年3月24日まで文化放送・超!A&G+で配信されていたインターネットラジオ番組。

## 番組概要
歌謡曲全般に詳しい声優・豊田萌絵が昭和のアイドル、ニューミュージックなどの魅力を様々な角度から語り尽くす番組である。
豊田の文化放送での単独番組はこれが初となった。
Twitterの番組ハッシュタグは「#ドルつか」で、毎回、番組終了後に出される質問に対しての回答を募集している。
また、公式Twitterでは昭和歌謡のシングルがいつ販売となったのか、そのシングルが発売された日につぶやいていた。
諸事情で曲がかけられない場合（番組では壁と呼んでいる）はその曲から連想できる曲をかけることがある。
2020年4月15日（14日深夜）から2020年6月10日（9日深夜）まで新型コロナウイルス感染予防と緊急事態宣言を受けて、隔週配信となった。2021年2月3日（2日深夜）からも同様の対応が取られているため、リピートも含めて6回、同じ回が聴取できる。
第174回（2021年3月2日配信分）にて同年3月末を以て放送を終了することが告知され、3月24日放送の第177回を以て放送を終了した。なお、豊田は1週間後の同年3月31日より、文化放送地上波の新番組「ヴァイナル・ミュージック〜歌謡曲2.0〜」の水曜（火曜深夜）担当パーソナリティに就任しており、火曜深夜の番組への出演は継続している。

## 配信時間
|              | 配信             | 配信時間                                                           | 過去の配信時間                                                                                              |
| ------------ | ---------------- | ------------------------------------------------------------------ | --- |
| 本配信       | 文化放送 超!A&G+ | 毎週水曜 2:30 - 3:00 （火曜深夜） （2019年1月2日 - 2021年3月24日） | 毎週月曜 17:30 - 18:00 (2017年10月2日 - 2018年12月31日）                                                    |
| リピート配信 | 文化放送 超!A&G+ | 毎週土曜 09:30 - 10:00 (2020年7月4日 - 2021年3月27日)              | 毎週火曜 14:00 - 14:30 (2017年10月3日 - 2019年1月1日） 毎週水曜 14:30 - 15:00 (2019年1月2日 - 2020年7月1日) |

## パーソナリティ
- 豊田萌絵

## コーナー
冒頭のあいさつ
オープニングで豊田に言ってほしいアイドル風の口上を募集するコーナー。
うかされ
もっと評価されるべきと思う曲のリクエストをリスナーから募集し、送られてきたリクエストに対し、豊田がレスポンス曲を送るコーナー。
アイドルハンター萌絵
基本的に隔週で行うコーナー。豊田にハマってほしいアイドルをリスナーから募集するコーナー。
エッセー豊田
基本的に隔週で行うコーナー。毎回、豊田が1つのテーマを決め、好き放題に語っていくコーナー。
このほか、普通のお便りも募集している。

## ゲスト
2018年
- 8月20日、8月27日 - 山崎エリイ[7]
- 10月15日、10月22日 - 鷲崎健、青木佑磨[8]

2019年
- 6月12日、6月19日 - 五戸美樹[9]
- 6月26日 - 平安式舞提琴隊[10]
- 7月24日、7月31日 - 安済知佳[11]

2020年
- 1月22日、1月29日 - 学園祭学園（青木佑磨、小松秀行）[12]

## エピソード
- アイドルハンター萌絵のコーナーで煌めき☆アンフォレントが紹介されたことがメンバーの茉井良菜に伝わり、リスナーを介して、豊田宛てにチェキが送られたことがある。
- また、このコーナーでフィロソフィーのダンスが紹介された際には、メンバーの十束おとはが反応を示した[13]。
- 番組イベント『豊田萌絵のアイドル畑でつかまえて〜さかもり〜』内にて自身のことが話題になったと知った乃木坂46（当時）の佐々木琴子は公式ブログにて「嬉しい」と綴った[14]。
- 2019年8月7日の放送では第1回アイドル"トークだけ"総選挙の投票結果を発表し、1位をHKT48（当時）の坂口理子が獲得した[15]。